# 318 (عدد)
318 هو عدد صحيح، يلي العدد 317 وويسبق العدد 319.

## في الرياضيات

### خصائص
- عدد طبيعي.[3]
- عدد زوجي.[4][5]
- عدد موجب،[6] السالب منه هو -318.[7]

## في التاريخ
- 318 هـ هي سنة في التقويم الهجري.
- هي سنة 318 م في التقويم الميلادي.

## وصلات خارجية
الأعداد الصاتمة، ديوان اللغة العربية.